# 3-Penten-2-on
3-Penten-2-on ist eine chemische Verbindung aus der Gruppe der Ketone, die in zwei stereoisomeren Formen vorkommt.

## Isomere
3-Penten-2-on kann an der Doppelbindung (E)- oder (Z)-konfiguriert sein, folglich gibt es zwei Isomere der Substanz.
| Isomere von 3-Penten-2-on |                       |                   |
| Name                      | (E)-3-Penten-2-on     | (Z)-3-Penten-2-on |
| Andere Namen              | trans-3-Penten-2-on   | cis-3-Penten-2-on |
| Strukturformel            |                       |                   |
| CAS-Nummer                | 3102-33-8             | 3102-32-7         |
| CAS-Nummer                | 625-33-2 (unspez.)    |                   |
| EG-Nummer                 | –                     | –                 |
| EG-Nummer                 | 210-888-3 (unspez.)   |                   |
| ECHA-Infocard             | –                     | –                 |
| ECHA-Infocard             | 100.009.899 (unspez.) |                   |
| PubChem                   | 637920                | 5356572           |
| PubChem                   | 12248 (unspez.)       |                   |
| Wikidata                  | Q27161739             | Q27292477         |
| Wikidata                  | Q64774214 (unspez.)   |                   |

## Vorkommen
3-Penten-2-on kommt natürlich in den Beeren von zwei Arten von Aronia melanocarpa vor. Auch in verschiedenen anderen Pflanzen und Lebensmitteln wie zum Beispiel Tomaten, Kakao, Tee und Kartoffelchips wurde es nachgewiesen.

## Gewinnung und Darstellung
3-Penten-2-on kann durch Reaktion von 4-Hydroxypentan-2-on mit Oxalsäure gewonnen werden.

## Eigenschaften
3-Penten-2-on ist eine farblose Flüssigkeit mit fruchtigem bis stechendem Geruch.

## Verwendung
3-Penten-2-on kann zur Synthese anderer chemischer Verbindungen wie zum Beispiel der Alkaloide Senepodin G und Cermizin C verwendet werden. Es wird auch als Aromastoff eingesetzt.